# شهرك موك (مقاطعة فيروزآباد)
شهرك موك (بالفارسية: شهرک موک) هي قرية تقع في قسم خواجه‌اي الريفي في إيران. يقدر عدد سكانها بـ 215 نسمة بحسب إحصاء 2016.